# Cloz
Cloz település Olaszországban, Trento megyében. Lakosainak száma 676 fő (2018. január 1.). Cloz Brez, Dambel, Lauregno, Revò és Romallo községekkel határos.

## Népesség
A település népességének változása:

| 2017 | 694 |
| 2018 | 676 |